# Rönneshytta
Rönneshytta är en småort i Askersunds kommun. Bebyggelsen var av SCB klassad som tätort från 1960. Vid avgränsningen 2020 blev bebyggelsen uppdelad i tre småorter där den centrala delen fick behålla detta namn och den sydligare Rönneshytta syd och norra Rönnestorp.
Länsväg T597 går genom Rönneshytta,
Det finns ett varuhus i Rönneshytta samt en obemannad bensinstation. En återvinningsstation finns intill varuhuset.

## Befolkningsutveckling
| Befolkningsutvecklingen i Rönneshytta 1960–2020 | Befolkningsutvecklingen i Rönneshytta 1960–2020 | Befolkningsutvecklingen i Rönneshytta 1960–2020 | Befolkningsutvecklingen i Rönneshytta 1960–2020 | Befolkningsutvecklingen i Rönneshytta 1960–2020 |
| ----------------------------------------------- | ----------------------------------------------- | ----------------------------------------------- | ----------------------------------------------- | ----------------------------------------------- |
|                                                 |                                                 |                                                 |                                                 |                                                 |
| År                                              |                                                 |                                                 | Folkmängd                                       | Areal (ha)                                      |
| 1960                                            | 1960                                            |                                                 | 407                                             |                                                 |
| 1965                                            | 1965                                            |                                                 | 394                                             |                                                 |
| 1970                                            | 1970                                            |                                                 | 383                                             |                                                 |
| 1975                                            | 1975                                            |                                                 | 350                                             |                                                 |
| 1980                                            | 1980                                            |                                                 | 336                                             |                                                 |
| 1990                                            | 1990                                            |                                                 | 335                                             | 134                                             |
| 1995                                            | 1995                                            |                                                 | 293                                             | 70                                              |
| 2000                                            | 2000                                            |                                                 | 271                                             | 70                                              |
| 2005                                            | 2005                                            |                                                 | 291                                             | 71                                              |
| 2010                                            | 2010                                            |                                                 | 283                                             | 71                                              |
| 2015                                            | 2015                                            |                                                 | 279                                             | 71                                              |
| 2020                                            | 2020                                            |                                                 | 196                                             | 50#                                             |
| Anm.: # Som småort.                             |                                                 |                                                 |                                                 |                                                 |